# Ge’ulim (Jerozolima)
Ge’ulim (hebr. בקעה; arab. جيوليم; także Baka; hebr. בקעה; arab. بقعه) – osiedle mieszkaniowe w Jerozolimie w Izraelu, znajdujące się na terenie Zachodniej Jerozolimy.

## Położenie
Osiedle leży w południowej części miasta. Na południu znajdują się osiedla Talpijjot i Mekor Chajjim, na zachodzie Ha-Moszawa ha-Jewanit, na północy Ha-Moszawa ha-Germanit, a na wschodzie Abu Tur.

## Historia
Osiedle zostało założone w 1920 przez bogate muzułmańskie i chrześcijańskie rodziny, które wybudowały tutaj swoje rezydencje. Do lat 50. XX wieku osiedle zachowało rolniczy charakter.
Podczas wojny o niepodległość w 1948 o osiedle prowadzone były walki żydowsko-arabskie, ostatecznie znalazło się po izraelskiej stronie granicy. W kolejnych latach nastąpiła zmiana jego populacji na żydowską.